# Chloridolum bivittaticollis
Chloridolum bivittaticollis är en skalbaggsart som beskrevs av Hayashi 1977. Chloridolum bivittaticollis ingår i släktet Chloridolum och familjen långhorningar. Inga underarter finns listade i Catalogue of Life.